# Longjing (stad)
Longjing (Koreaans: 룡정 Ryongjŏng) is een arrondissementstad in de Chinese provincie Jilin. De stad had in 2004 ongeveer 250.000 inwoners. Longjing ligt in de autonome Koreaanse Prefectuur Yanbian en grenst aan Noord-Korea.